# کربن‌خنثی

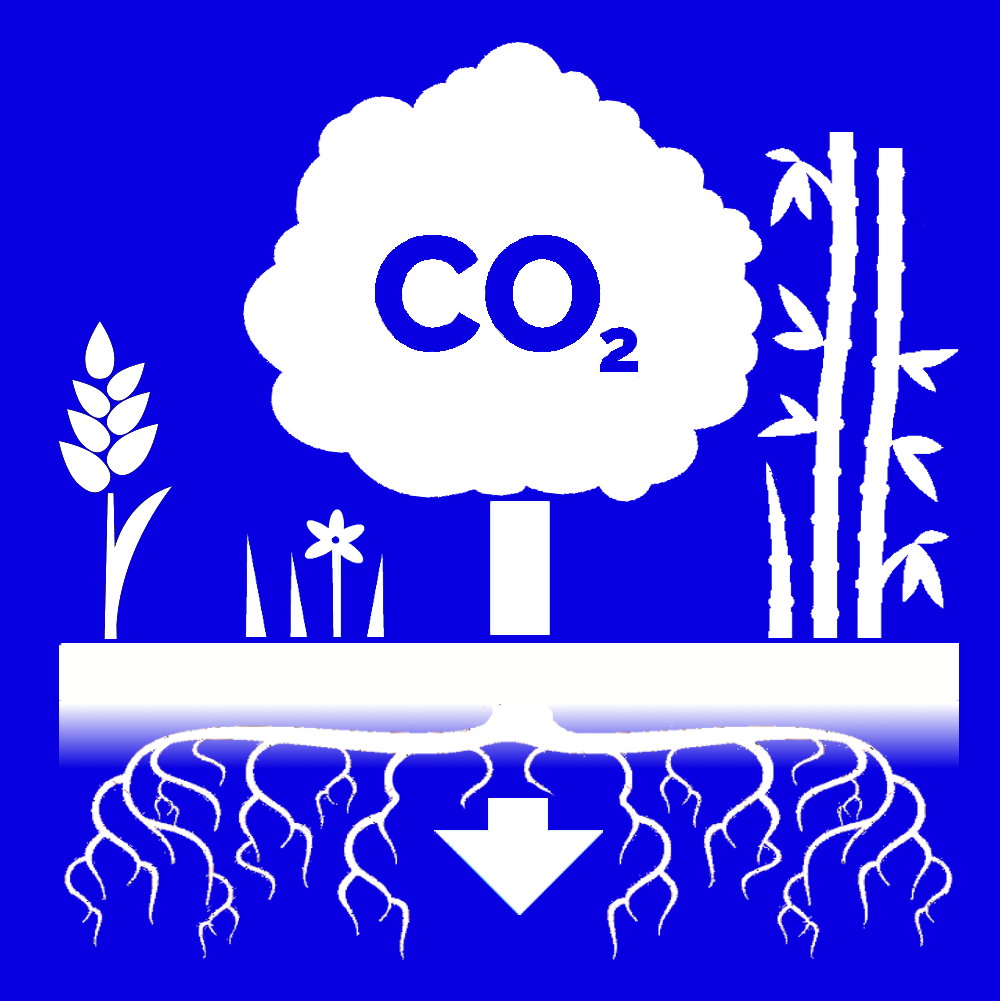
کربن‌خنثی

کربن‌خنثی (انگلیسی: Carbon neutrality) به دستیابی به انتشار صفر خالص (به انگلیسی: net zero) دی‌اکسید کربن اشاره دارد. این هدف می‌تواند با ایجاد تعادل بین انتشار دی‌اکسید کربن با جبران آن (اغلب از طریق جبران کربن) یا زدودن انتشار آن از سوی جامعه (انتقال به «اقتصاد پس از کربن») انجام شود. این اصطلاح کربن‌خنثی در زمینهٔ فرایندهای آزادسازی دی‌اکسید کربن در رابطه با حمل و نقل، تولید انرژی، کشاورزی و صنعت استفاده می‌شود.
استفاده از اصطلاح «کربن خنثی» در اشاره به ردپای کربن شامل دیگر گازهای گلخانه‌ای نیز می‌شود که معمولاً بر پایهٔ کربن هستند و از نظر معادل دی‌اکسید کربن اندازه‌گیری می‌شوند. اصطلاح کربن‌خنثی از نظر آب و هوایی شامل گستردگی گسترده دیگر گازهای گلخانه‌ای در تغییرات آب و هوایی زمین است؛ حتی اگر CO2 فراوانترین نباشد. اصطلاح «صفر خالص» به‌طور فزاینده‌ای برای توصیف تعهد گسترده‌تر و بیشتر در مورد کربن زدایی و اقدامات آب و هوایی استفاده می‌شود، فراتر از خنثی سازی کربن با درج فعالیت‌های بیشتر تحت دامنهٔ انتشار غیر مستقیم، و اغلب شامل یک هدف مبتنی بر علم برای کاهش انتشار، به جای تکیه کردن صرف در جبران آن است.